# 1. Panzerarmee
1. Panzerarmee var en tysk armé under andra världskriget vilken bildades ur Panzergruppe 1 den 25 oktober 1941.

## Moskva

### Organisation
Arméns organisation den 4 november 1941:
- Corpo di Spedizione Italiano in Russia
- III. Armeekorps
- XXXXIX. Gebirgs-Armeekorps
- XIV. Armeekorps
- 60. Infanterie-Division (mot.)

## Charkiv
Armén deltog tillsammans med 4. Panzerarmee i Erich von Mansteins motoffensiv mot de framryckande pansarstyrkorna ur Röda Armén.

### Organisation
Arméns organisation den 3 februari 1943:
- III. Panzerkorps
- XXX. Armeekorps
- XXXX. Panzerkorps

## Prag

### Organisation
Arméns organisation den 5 maj 1945:
- XI. Armeekorps
- LIX. Armeekorps
- LXXII. Armeekorps
- XXXXIX. Gebirgs-Armeekorps
- XXIV. Panzerkorps
- 8. Panzer-Division
- 371. Infanterie-Division
- 544. Grenadier-Division
- 320. Infanterie-Division
- 253. Infanterie-Division

## Befälhavare[2]
- Generaloberst Ewald von Kleist (25 okt 1941 - 21 nov 1942)
- General der Kavallerie Eberhard von Mackensen (21 nov 1942 - 29 okt 1943)
- General der Panzertruppe Hans-Valentin Hube (29 okt 1943 - 21 april 1944)
- General der Infanterie Kurt von der Chevallerie (21 april 1944 - 18 maj 1944)
- General der Panzertruppe Erhard Raus (18 maj 1944 - 15 aug 1944)
- Generaloberst Gotthard Heinrici (15 aug 1944 - 19 mars 1945)
- General der Panzertruppen Walther Nehring (19 mars 1945 - 8 maj 1945)